# Werner Brand
Werner Brand (* 18. Januar 1933 in Löbau, Sachsen; † 30. Juni 2021 in Hochstadt, Rheinland-Pfalz) war ein deutscher Maler und Grafiker.

## Biografie
Brand lebte seit 1962 als Zeichner, Grafiker und Maler in der Pfalz; zuerst in Rülzheim, später in Speyer. Seit 1967 zahlreiche Einzel- und Gruppenausstellungen. Brand schuf melancholische Landschaften und detailgenaue Stillleben. Er erhielt zahlreiche Auszeichnungen und war seit 1979 Mitglied im Deutschen Künstlerbund, Stuttgart. Von 1989 bis 2000 unterrichtete er als Dozent an der Malschule Herxheim. Er lebte und arbeitete im pfälzischen Hochstadt. 2016 brachte er sein gesamtes Vermögen, bestehend aus seinem Künstlerhaus mit Atelier und den darin befindlichen Kunstwerken, in die „Werner-Brand-Kunststiftung“ ein.

## Ausstellungen
- seit 1967 Einzelausstellungen und Beteiligungen an zahlreichen Gruppenausstellungen
- seit 1977 Deutscher Künstlerbund Frankfurt
- seit 1978 Biennale Internazionale d’Arte Premio del Fiorino, Florenz
- Ausstellung Museum Pfalzgalerie Kaiserslautern
- 2003 Retrospektive zum 70. Geburtstag in der Villa Streccius, Landau
- 2008 Retrospektive zum 75. Geburtstag im Zehnthaus, Jockgrim
- 2018 Retrospektive zum 85. Geburtstag in Städtische Galerie Speyer

## Auszeichnungen
- 1971 Ehrenpreis und Förderpreis der Stadt Salzburg
- 1972 Hans-Purrmann-Preis der Stadt Speyer
- 1972 Ehrenpreis der Stadt Salzburg
- 1974 Förderpreis der Vereinigung Pfälzer Kunstfreunde Kaiserslautern
- 1976 Kunstpreis der Südlichen Weinstraße für Malerei
- 1977 Stipendium Villa Massimo, Rom
- 1977 Pfalzpreis für Grafik
- 1981 Sickingen Kunstpreis des Landkreises Kaiserslautern für Malerei
- 1981 Heinrich-von-Zügel-Kunstförderpreis der Stadt Wörth
- 1992 Burgund-Stipendium Kultusministerium Mainz